# Giải thưởng phim truyền hình MBC
Giải thưởng phim truyền hình MBC  (tiếng Hàn: MBC 연기대상; Romaja: MBC Yeon-gi Daesang, tiếng Anh: MBC Drama Awards) là lễ trao giải bởi Munhwa Broadcasting Corporation (MBC) dành cho những người đã đạt những thành tựu trong phim truyền hình Hàn Quốc được phát sóng bởi kênh này. Nó được tổ chức vào tháng 12 hằng năm.
Không giống như lễ trao giải KBS và SBS, giải thưởng cao nhất của đài MBC là "Giải Daesang" (tiếng Hàn: 대상; Romaja: Daesang), được xác định thông qua phiếu bầu của người xem từ năm 2014, không phải từ ban giám khảo chuyên môn. Quá trình này đã bị chỉ trích rộng rãi.

## Thể loại
- Giải Daesang (대상) trao cho nam/nữ diễn viên xuất sắc của năm.
- Bộ phim của năm (올해의 드라마)
- Giải xuất sắc hàng đầu (최우수상)
- Giải xuất sắc (우수상)
- Diễn viên vàng (황금 연기상)
- 10 ngôi sao hàng đầu phim MBC được trao cho diễn viên tài năng, chăm chỉ trong một năm.
- Diễn viên phụ xuất sắc nhất được trao cho diễn viên thể hiện tài năng ở vai trò diễn viên phụ.
- Nam/nữ diễn viên xuất sắc (신인상)
- Nam/nữ diễn viên trẻ xuất sắc (아역 연기상)
- Biên kịch xuất sắc nhất (올해의 작가상)
- Giải nhà sản xuất (프로듀서상) hoặc giải PD (방송 3사 드라마 PD가 뽑은 올해의 연기자상) được trao cho nam/ nữ diễn viên xuất sắc, được xác định bởi PD từ cả ba nhà đài.
- Giải nghệ sĩ yêu mến (인기상) hoặc giải do cư dân mạng bình chọn (네티즌 인기상)
- Cặp đôi đẹp nhất (베스트 커플상) được trao cho cặp đôi xuất sắc nhất được bình chọn bởi cư dân mạng.
- Bộ phim yêu thích nhất của năm (시청자가 뽑은 올해의 드라마)
- Giải gia đình (가족상)
- Giải đặc biệt (특별상)
- Giải thành tựu (공로상)

## Giải thưởng Daesang
Ghi chú: Từ năm 2014, giải thưởng lớn được quyết định bởi lượt bình chọn của người xem.
| Lần | Năm  | Người chiến thắng | Phim                               |
| --- | ---- | ----------------- | ---------------------------------- |
| 1   | 1982 | Lee Mi-sook       | Jang Hui-bin                       |
| 2   | 1983 | Jung Hye-sun      | Kan-nan-yi                         |
| 3   | 1984 | Jung Ae-ri        | Love and Truth                     |
| 4   | 1984 | Won Mi-kyung      | Love and Truth                     |
| 5   | 1985 | Kim Yong-rim      | Silver Grass                       |
| 6   | 1986 | Kim Soo-mi        | Country Diaries, The Season of Men |
| 7   | 1987 | Lee Deok-hwa      | Love and Ambition                  |
| 8   | 1988 | Kim Hye-ja        | Sand Castle                        |
| 9   | 1989 | Won Mi-kyung      | A Happy Woman                      |
| 10  | 1990 | Go Doo-shim       | The Dancing Gayageum               |
| 11  | 1991 | Kim Hee-ae        | Beyond the Mountains               |
| 12  | 1992 | Kim Hye-ja        | What Is Love?                      |
| 13  | 1993 | Kim Hee-ae        | Sons and Daughters                 |
| 14  | 1994 | Chae Shi-ra       | The Moon of Seoul                  |
| 15  | 1995 | Chae Shi-ra       | Apartment                          |
| 16  | 1996 | Kim Hye-soo       | Partner                            |
| 17  | 1997 | Choi Jin-sil      | Star in My Heart                   |
| 18  | 1998 | Kim Ji-soo        | See and See Again                  |
| 19  | 1999 | Kim Hye-ja        | Roses and Beansprouts              |
| 20  | 2000 | Jun Kwang-ryul    | Hur Jun                            |
| 21  | 2001 | Cha In-pyo        | Her House                          |
| 22  | 2002 | Jang Seo-hee      | Miss Mermaid                       |
| 23  | 2003 | Lee Young-ae      | Dae Jang Geum                      |
| 24  | 2004 | Go Doo-shim       | Ode to the Han River               |
| 25  | 2005 | Kim Sun-a         | Tên tôi là Kim Sam Soon            |
| 26  | 2006 | Song Il Gook      | Truyền thuyết Jumong               |
| 27  | 2007 | Bae Yong-joon     | Thái vương tứ thần ký              |
| 28  | 2008 | Kim Myung-min     | Bản giao hưởng định mệnh           |
| 29  | 2008 | Song Seung-heon   | Phía đông vườn địa đàng            |
| 30  | 2009 | Go Hyun Jung      | Thiện Đức nữ vương                 |
| 31  | 2010 | Han Hyo-joo       | Dong Yi                            |
| 32  | 2010 | Kim Nam-joo       | Queen of Reversals                 |
| 33  | 2011 |                   |                                    |
| 34  | 2012 | Jo Seung-woo      | The King's Doctor                  |
| 35  | 2013 | Ha Ji-won         | Hoàng hậu Ki                       |
| 36  | 2014 | Lee Yoo-ri        | Jang Bo-ri is Here!                |
| 37  | 2015 | Ji Sung           | Kill Me, Heal Me                   |
| 38  | 2016 | Lee Jong-suk      | W - Hai thế giới                   |
| 39  | 2017 | Kim Sang-joong    | Giai thoại về Hong Gil Dong        |
| 40  | 2018 | So Ji-sub         | My Secret Terrius                  |
| 38  | 2019 | Kim Dong-wook     | Special Labor Inspector            |
| 39  | 2020 | Park Hae-jin      | Kkondae Intern                     |
| 40  | 2021 | Namkoong Min      | The Veil                           |
| 41  | 2022 | Lee Jong-suk      | Big Mouth                          |

## Phim truyện của năm
| Năm  | Phim chiến thắng            |
| ---- | --------------------------- |
| 2006 | Couple or Trouble           |
| 2011 | The Greatest Love           |
| 2012 | Mặt trăng ôm mặt trời       |
| 2013 | A Hundred Year Legacy       |
| 2014 | Jang Bo-ri is Here!         |
| 2015 | Kill Me, Heal Me            |
| 2016 | W - Two World               |
| 2017 | Giai thoại về Hong Gil Dong |
| 2018 | My Secret Terrius           |
| 2019 | Vô tình tìm thấy Haru       |
| 2020 | Kkondae Intern              |
| 2021 | Cổ tay áo màu đỏ            |
| 2022 | Big Mouth                   |

## Giải diễn xuất xuất sắc nhất

### Nam diễn viên xuất sắc nhất
| Năm  | Người chiến thắng | Phim                             |
| ---- | ----------------- | -------------------------------- |
| 1985 | Kil Yong-woo      | Eulalia Grass                    |
| 1991 | Choi Jae-sung     | Eyes of Dawn                     |
| 1992 | Choi Soo-jong     |                                  |
| 1993 | Choi Soo-jong     |                                  |
| 1994 | Han Suk-kyu       | The Moon of Seoul                |
| 1995 | Jeong Bo-seok     | My Son's Woman                   |
| 1996 | Baek Il-seob      |                                  |
| 1997 | Jang Dong-gun     | Medical Brothers                 |
| 2000 | Ahn Jae-wook      | Bad Friends, Mothers and Sisters |
| 2001 | Cha In-pyo        | Her House                        |
| 2001 | Kang Seok-woo     | How Should I Be?                 |
| 2003 | Kim Rae-won       | Rooftop Room Cat                 |
| 2004 | Choi Min-soo      | Ode to the Han River             |
| 2004 | Lee Seo-jin       | Phoenix                          |
| 2005 | Eric Mun          | Super Rookie                     |
| 2005 | Hyun Bin          | My Lovely Sam Soon               |
| 2006 | Jun Kwang-ryul    | Jumong                           |
| 2006 | Song Il-gook      | Jumong                           |
| 2007 | Kim Myung-min     | Behind the White Tower           |
| 2007 | Lee Seo-jin       | Yi San                           |
| 2008 | Cho Jae-hyun      | New Heart                        |
| 2008 | Jung Joon-ho      | The Last Scandal of My Life      |
| 2009 | Uhm Tae-woong     | Queen Seondeok                   |
| 2009 | Yoon Sang-hyun    | Queen of Housewives              |
| 2010 | Ji Jin-hee        | Dong Yi                          |
| 2010 | Jung Joon-ho      | Queen of Reversals               |

### Nữ diễn viên xuất sắc nhất
| Năm  | Người chiến thắng | Phim                                      |
| ---- | ----------------- | ----------------------------------------- |
| 1975 | Jung Hye-sun      | Reed                                      |
| 1986 | Kim Soo-mi        | Country Diaries                           |
| 1987 | Cha Hwa-yeon      | Love and Ambition                         |
| 1989 | Jeon In-hwa       |                                           |
| 1990 | Choi Myung-gil    | That Woman                                |
| 1990 | Kim Hee-ae        | Forget Tomorrow                           |
| 1991 | Chae Shi-ra       | Eyes of Dawn                              |
| 1995 | Kim Hye-soo       |                                           |
| 1996 | Hwang Shin-hye    | Lovers                                    |
| 1997 | Hwang Shin-hye    | Cinderella                                |
| 1998 | Oh Yeon-soo       |                                           |
| 1999 | Kim Hye-soo       |                                           |
| 2000 | Hwang Soo-jung    | Hur Jun                                   |
| 2000 | Won Mi-kyung      | Ajumma                                    |
| 2001 | Kim Nam-joo       | Her House                                 |
| 2001 | Song Yun-ah       | Hotelier, Sweet Bear                      |
| 2003 | Ha Ji-won         | Damo                                      |
| 2004 | Kim Hye-soo       | Ode to the Han River                      |
| 2004 | Lee Eun-ju        | Phoenix                                   |
| 2005 | Han Hye-jin       | Be Strong, Geum-soon!                     |
| 2005 | Kim Sun-a         | My Lovely Sam Soon                        |
| 2006 | Ha Hee-ra         | Love Me When You Can                      |
| 2006 | Han Hye-jin       | Jumong                                    |
| 2007 | Gong Hyo-jin      | Thank You                                 |
| 2007 | Yoon Eun-hye      | The 1st Shop of Coffee Prince             |
| 2008 | Bae Jong-ok       | Woman of Matchless Beauty, Park Jung-geum |
| 2008 | Lee Mi-sook       | East of Eden                              |
| 2009 | Kim Nam-joo       | Queen of Housewives                       |
| 2009 | Lee Yo-won        | Queen Seondeok                            |
| 2010 | Gong Hyo-jin      | Pasta                                     |
| 2010 | Shin Eun-kyung    | Flames of Desire                          |

### Nam diễn viên xuất sắc nhất thể loại phim ít tập
| Năm  | Người chiến thắng | Phim                  |
| ---- | ----------------- | --------------------- |
| 2002 | Kam Woo-sung      | I Love You, Hyun-jung |
| 2011 | Cha Seung-won     | Mối tình bất diệt     |
| 2012 | Kim Soo-hyun      | Mặt Trăng ôm mặt Trời |
| 2013 | Lee Seung-gi      | Gu Family Book        |
| 2014 | Jang Hyuk         | Fated to Love You     |
| 2015 | Ji Sung           | Kill Me, Heal Me      |
| 2016 | Lee Jong-suk      | W - Hai thế giới      |
| 2017 | Yoo Seung-ho      | Mặt nạ quân chủ       |
| 2021 | Lee Jun-ho        | Cổ tay áo màu đỏ      |
| 2022 | Yook Sung-jae     | Thìa vàng             |

### Nữ diễn viên xuất sắc nhất thể loại phim ít tập
| Năm  | Người chiến thắng | Phim                  |
| ---- | ----------------- | --------------------- |
| 2002 | Kim Ha-neul       | Romance               |
| 2011 | Gong Hyo-jin      | Mối tình bất diệt     |
| 2012 | Han Ga-in         | Mặt Trăng ôm mặt Trời |
| 2013 | Bae Suzy          | Gu Family Book        |
| 2014 | Jang Na-ra        | Định mệnh anh yêu em  |
| 2015 | Hwang Jung-eum    | Kill Me, Heal Me      |
| 2016 | Han Hyo-joo       | W - Hai thế giới      |
| 2017 | Ha Ji-won         | Con tàu y đức         |
| 2021 | Lee Se-young      | Cổ tay áo màu đỏ      |
| 2022 | Im Yoon-ah        | Big Mouth             |

### Nam diễn viên xuất sắc nhất trong dự án phim đặc biệt
| Năm  | Người chiến thắng | Phim                                      |
| ---- | ----------------- | ----------------------------------------- |
| 2012 | Jo Seung-woo      | The King's Doctor                         |
| 2013 | Joo Jin-mo        | Empress Ki                                |
| 2013 | Kim Jaewon        | Scandal: A Shocking and Wrongful Incident |
| 2014 | Jung Il-woo       | The Night Watchman's Journal              |
| 2015 | Jung Jin-young    | Glamorous Temptation                      |
| 2016 | Lee Seo-jin       | Marriage Contract                         |

### Nữ diễn viên xuất sắc nhất trong dự án phim đặc biệt
| Năm  | Người chiến thắng | Phim                                        |
| ---- | ----------------- | ------------------------------------------- |
| 2012 | Sung Yu-ri        | Feast of the Gods                           |
| 2013 | Shin Eun-kyung    | Scandal: A Shocking and Wrongful Incident   |
| 2014 | Song Yun-ah       | Mama                                        |
| 2015 | Jeon In-hwa       | Legendary Witches, My Daughter, Geum Sa-wol |
| 2016 | Uee               | Marriage Contract                           |

### Nam diễn viên xuất sắc nhất thể loại phim nhiều tập
| Năm  | Người chiến thắng | Phim                  |
| ---- | ----------------- | --------------------- |
| 2002 | Lee Jae-ryong     | Sangdo                |
| 2011 | Kim Suk-hoon      | Twinkle Twinkle       |
| 2012 | Kim Jaewon        | May Queen             |
| 2013 | Lee Jung-jin      | A Hundred Year Legacy |
| 2014 | Kim Ji-hoon       | Jang Bo-ri is Here!   |
| 2015 | Song Chang-eui    | Make a Woman Cry      |
| 2016 | Lee Sang-woo      | Happy Home            |
| 2018 | Yeon Jung-hoon    | My Healing Love       |

### Nữ diễn viên xuất sắc nhất thể loại phim nhiều tập
| Năm  | Người chiến thắng | Phim                         |
| ---- | ----------------- | ---------------------------- |
| 2002 | Jang Seo-hee      | Miss Mermaid                 |
| 2011 | Kim Hyun-joo      | Twinkle Twinkle              |
| 2011 | Shin Ae-ra        | Indomitable Daughters-in-Law |
| 2012 | Han Ji-hye        | May Queen                    |
| 2013 | Han Ji-hye        | Pots of Gold                 |
| 2014 | Oh Yeon-seo       | Jang Bo-ri is Here!          |
| 2015 | Kim Jung-eun      | Make a Woman Cry             |
| 2016 | Kim So-yeon       | Happy Home                   |
| 2018 | So Yoo-jin        | My Healing Love              |

### Nam diễn viên xuất sắc nhất phim phát sóng vào cuối tuần
| Năm  | Người chiến thắng | Phim                          |
| ---- | ----------------- | ----------------------------- |
| 2017 | Jang Hyuk         | Money Flower                  |
| 2018 | Kim Kang-woo      | My Contracted Husband, Mr. Oh |
| 2019 | Lee Sang-woo      | The Golden Garden             |

### Nữ diễn viên xuất sắc nhất phim phát sóng vào cuối tuần
| Năm  | Người chiến thắng | Phim               |
| ---- | ----------------- | ------------------ |
| 2017 | Lee Mi-sook       | Money Flower       |
| 2018 | Chae Si-ra        | Goodbye to Goodbye |
| 2018 | Lee Yoo-ri        | Hide and Seek      |
| 2019 | Ye Ji-won         | Never Twice        |

### Nam diễn viên xuất sắc nhất phim phát sóng hằng ngày
| Năm  | Người chiến thắng | Phim                    |
| ---- | ----------------- | ----------------------- |
| 2017 | Go Se-won         | Return of Fortunate Bok |

### Nữ diễn viên xuất sắc nhất phim phát sóng hằng ngày
| Năm  | Người chiến thắng | Phim                       |
| ---- | ----------------- | -------------------------- |
| 2017 | Kim Mi-kyung      | Person Who Gives Happiness |

### Nam diễn viên xuất sắc nhất phim phát sóng vào thứ Hai - thứ Ba
| Năm  | Người chiến thắng | Phim                         |
| ---- | ----------------- | ---------------------------- |
| 2017 | Jo Jung-suk       | Two Cops                     |
| 2017 | Kim Ji-seok       | Children of the 20th Century |
| 2018 | Jung Jae-young    | Partners for Justice         |
| 2018 | Shin Ha-kyun      | Less Than Evil               |
| 2019 | Kim Dong-wook     | Special Labor Inspector      |
| 2020 | Shin Sung-rok     | Kairos                       |

### Nữ diễn viên xuất sắc nhất phim phát sóng vào thứ Hai - thứ Ba
| Năm  | Người chiến thắng | Phim                        |
| ---- | ----------------- | --------------------------- |
| 2017 | Lee Ha-nui        | Giai thoại về Hong Gil Dong |
| 2018 | Jeong Yu-mi       | Partners for Justice        |
| 2019 | Lim Ji-yeon       | Welcome 2 Life              |
| 2020 | Nam Ji-hyun       | 365: Repeat the Year        |

### Nam diễn viên xuất sắc nhất phim phát sóng vào thứ Tư - thứ Năm
| Năm  | Người chiến thắng | Phim              |
| ---- | ----------------- | ----------------- |
| 2018 | So Ji-sub         | My Secret Terrius |
| 2019 | Jung Hae-in       | Một đêm Xuân      |
| 2020 | Kim Eung-soo      | Kkondae Intern    |

### Nữ diễn viên xuất sắc nhất phim phát sóng vào thứ Tư - thứ Năm
| Năm  | Người chiến thắng | Phim                              |
| ---- | ----------------- | --------------------------------- |
| 2018 | Kim Sun-ah        | Children of Nobody                |
| 2019 | Han Ji-min        | Một đêm Xuân                      |
| 2019 | Shin Se-kyung     | Nhà sử học tân binh Goo Hae-ryung |
| 2020 | Im Soo-hyang      | When I Was Most Beautiful         |

### Nam diễn viên xuất sắc nhất phim phát sóng hàng ngày
| Năm  | Người chiến thắng | Phim               |
| ---- | ----------------- | ------------------ |
| 2021 | Cha Seo-won       | The Second Husband |

### Nữ diễn viên xuất sắc nhất phim phát sóng hàng ngày
| Năm  | Người chiến thắng | Phim               |
| ---- | ----------------- | ------------------ |
| 2021 | Uhm Hyun-kyung    | The Second Husband |

### Nam diễn viên xuất sắc nhất phim phát sóng hàng ngày/One-Act
| Năm  | Người chiến thắng | Phim   |
| ---- | ----------------- | ------ |
| 2022 | Park Ho-san       | Hunted |

### Nữ diễn viên xuất sắc nhất phim phát sóng hàng ngày/One-Act
| Năm  | Người chiến thắng | Phim             |
| ---- | ----------------- | ---------------- |
| 2022 | Lee Seung-yeon    | The Secret House |

## Giải diễn xuất xuất sắc

### Nam diễn viên xuất sắc
| Năm  | Người chiến thắng | Phim                          |
| ---- | ----------------- | ----------------------------- |
| 1980 | Kil Yong-woo      |                               |
| 1980 | Park In-hwan      |                               |
| 1990 | Park In-hwan      | My Sister, Mong-sil           |
| 1991 | Choi Soo-jong     |                               |
| 1994 | Lee Jae-ryong     | General Hospital              |
| 1996 | Ahn Jae-wook      |                               |
| 1997 | Cha In-pyo        | You and I                     |
| 2000 | Ryu Si-won        | Truth                         |
| 2001 | Jo Min-ki         | Everyday with You, Sweet Bear |
| 2001 | Yoo Jun-sang      | How Should I Be?              |
| 2003 | Lee Seo-jin       | Damo                          |
| 2004 | Kim Suk-hoon      | Ode to the Han River          |
| 2004 | Kim Sung-min      | Lotus Flower Fairy            |
| 2005 | Kang Ji-hwan      | Be Strong, Geum-soon!         |
| 2006 | Kim Seung-soo     | Jumong                        |
| 2006 | Kim Yoon-seok     | Love Me When You Can          |
| 2006 | Oh Ji-ho          | Couple or Trouble             |
| 2007 | Gong Yoo          | The 1st Shop of Coffee Prince |
| 2007 | Lee Joon-gi       | Time Between Dog and Wolf     |
| 2008 | Jo Min-ki         | East of Eden                  |
| 2008 | Lee Dong-gun      | Night After Night             |
| 2009 | Choi Cheol-ho     | Queen of Housewives           |
| 2009 | Kim Nam-gil       | Queen Seondeok                |
| 2010 | Lee Min-ho        | Personal Taste                |
| 2010 | Park Si-hoo       | Queen of Reversals            |

### Nữ diễn viên xuất sắc
| Năm  | Người chiến thắng | Phim                                   |
| ---- | ----------------- | -------------------------------------- |
| 1974 | Park Won-sook     | Narcissus                              |
| 1984 | Go Doo-shim       |                                        |
| 1985 | Choi Myung-gil    | The Ume Tree in the Midst of the Snow  |
| 1991 | Bae Jong-ok       |                                        |
| 1993 | Go Hyun-jung      | My Mother's Sea                        |
| 1994 | Shin Eun-kyung    | General Hospital                       |
| 1995 | Lee Seung-yeon    |                                        |
| 1998 | Park Won-sook     | See and See Again                      |
| 1999 | Song Yun-ah       | The Boss                               |
| 2000 | Choi Ji-woo       | Mr. Duke                               |
| 2001 | Kim Hyun-joo      | Her House                              |
| 2003 | So Yoo-jin        | The Bean Chaff of My Life, Good Person |
| 2004 | Jung Hye-young    | Phoenix                                |
| 2004 | Kim Min-sun       | Ode to the Han River                   |
| 2005 | Han Ga-in         | Super Rookie                           |
| 2005 | Jung Ryeo-won     | Tên tôi là Kim Sam Soon                |
| 2006 | Han Ye-seul       | Couple or Trouble                      |
| 2007 | Han Ji-min        | Yi San                                 |
| 2007 | Nam Sang-mi       | Time Between Dog and Wolf              |
| 2008 | Han Ji-hye        | East of Eden                           |
| 2008 | Moon So-ri        | My Life's Golden Age                   |
| 2009 | Go Na-eun         | Assorted Gems                          |
| 2009 | Lee Hye-young     | Queen of Housewives                    |
| 2010 | Lee So-yeon       | Dong Yi                                |
| 2010 | Park Eun-hye      | Pink Lipstick                          |

### Nam diễn viên xuất sắc thể loại phim ít tập
| Năm  | Người chiến thắng | Phim                               |
| ---- | ----------------- | ---------------------------------- |
| 2002 | Yang Dong-geun    | Ruler of Your Own World            |
| 2011 | Kim Jaewon        | Can You Hear My Heart              |
| 2012 | Park Yoo-chun     | Missing You                        |
| 2013 | Joo Won           | 7th Grade Civil Servant            |
| 2014 | Kim Sang-joong    | A New Leaf                         |
| 2015 | Park Seo-joon     | Kill Me, Heal Me, Cô nàng xinh đẹp |
| 2016 | Seo In-guk        | Ông hoàng mua sắm                  |
| 2017 | Shin Sung-rok     | Man Who Dies to Live               |
| 2021 | Lee Sang-yeob     | On the Verge of Insanity           |
| 2022 | Kim Young-dae     | Cấm hôn lệnh                       |

### Nữ diễn viên xuất sắc thể loại phim ít tập
| Năm  | Người chiến thắng | Phim                      |
| ---- | ----------------- | ------------------------- |
| 2002 | Lee Na-young      | Ruler of Your Own World   |
| 2011 | Hwang Jung-eum    | Can You Hear My Heart     |
| 2011 | Lee Bo-young      | Hooray for Love           |
| 2012 | Lee Yoon-ji       | The King 2 Hearts         |
| 2013 | Shin Se-kyung     | When a Man Falls in Love  |
| 2014 | Choi Soo-young    | My Spring Days            |
| 2015 | Kang So-ra        | Warm and Cozy             |
| 2016 | Lee Sung-kyung    | Tiên nữ cử tạ Kim Bok-joo |
| 2017 | Han Sun-hwa       | Radiant Office            |
| 2021 | Jang Young-nam    | The Veil                  |
| 2022 | Park Ju-hyun      | Cấm hôn lệnh              |
| 2022 | Lee Hye-ri        | May I Help You?           |

### Nam diễn viên xuất sắc trong dự án phim đặc biệt
| Năm  | Người chiến thắng | Phim                                 |
| ---- | ----------------- | ------------------------------------ |
| 2012 | Lee Sang-woo      | Feast of the Gods, The King's Doctor |
| 2013 | Ji Chang-wook     | Hoàng hậu Ki                         |
| 2014 | Choi Jin-hyuk     | Pride and Prejudice                  |
| 2015 | Son Chang-min     | My Daughter, Geum Sa-wol             |
| 2016 | Seo Ha-joon       | Hoa trong ngục                       |

### Nữ diễn viên xuất sắc trong dự án phim đặc biệt
| Năm  | Người chiến thắng | Phim                          |
| ---- | ----------------- | ----------------------------- |
| 2012 | Son Dam-bi        | Lights and Shadows            |
| 2013 | Uee               | Golden Rainbow                |
| 2014 | Baek Jin-hee      | Pride and Prejudice, Triangle |
| 2015 | Oh Hyun-kyung     | Legendary Witches             |
| 2016 | Jin Se-yeon       | The Flower in Prison          |

### Nam diễn viên xuất sắc thể loại phim nhiều tập
| Năm  | Người chiến thắng | Phim              |
| ---- | ----------------- | ----------------- |
| 2002 | Ryu Si-won        | Since We Met      |
| 2011 | Ji Hyun-woo       | A Thousand Kisses |
| 2012 | Jae Hee           | May Queen         |
| 2013 | Yeon Jung-hoon    | Pots of Gold      |
| 2014 | Lee Jang-woo      | Rosy Lovers       |
| 2015 | Park Yeong-gyu    | Mom               |
| 2016 | Son Ho-jun        | Blow Breeze       |

### Nữ diễn viên xuất sắc thể loại phim nhiều tập
| Năm  | Người chiến thắng | Phim                                 |
| ---- | ----------------- | ------------------------------------ |
| 2002 | Woo Hee-jin       | Miss Mermaid                         |
| 2011 | Lee Yoo-ri        | Twinkle Twinkle                      |
| 2012 | Seo Hyun-jin      | Feast of the Gods, Here Comes Mr. Oh |
| 2013 | Hong Soo-hyun     | Give Love Away                       |
| 2014 | Kim Ji-young      | Everybody, Kimchi!                   |
| 2015 | Cha Hwa-yeon      | Mom                                  |
| 2016 | Lim Ji-yeon       | Blow Breeze                          |

### Nam diễn viên xuất sắc phim phát sóng vào cuối tuần
| Năm  | Người chiến thắng | Phim                          |
| ---- | ----------------- | ----------------------------- |
| 2017 | Jang Seung-jo     | Money Flower                  |
| 2018 | Jung Sang-hoon    | My Contracted Husband, Mr. Oh |
| 2019 | Ryu Soo-young     | Love in Sadness               |

### Nữ diễn viên xuất sắc phim phát sóng vào cuối tuần
| Năm  | Người chiến thắng | Phim               |
| ---- | ----------------- | ------------------ |
| 2017 | Jang Hee-jin      | You Are Too Much   |
| 2018 | Jo Bo-ah          | Goodbye to Goodbye |
| 2019 | Park Se-wan       | Never Twice        |

### Nam diễn viên xuất sắc phim phát sóng hằng ngày
| Năm  | Người chiến thắng | Phim           |
| ---- | ----------------- | -------------- |
| 2017 | Kang Kyung-joon   | Sisters-in-Law |

### Nữ diễn viên xuất sắc phim phát sóng hằng ngày
| Năm  | Người chiến thắng | Phim                    |
| ---- | ----------------- | ----------------------- |
| 2017 | Song Seon-mi      | Return of Fortunate Bok |

### Nam diễn viên xuất sắc phim phát sóng vào thứ Hai - thứ Ba
| Năm  | Người chiến thắng | Phim                        |
| ---- | ----------------- | --------------------------- |
| 2017 | Kim Seon-ho       | Two Cops                    |
| 2018 | Woo Do-hwan       | Trò chơi tình yêu (Tempted) |
| 2019 | Oh Man-seok       | Partners for Justice        |
| 2020 | Lee Joon-hyuk     | 365: Repeat the Year        |

### Nữ diễn viên xuất sắc phim phát sóng vào thứ Hai - thứ Ba
| Năm  | Người chiến thắng | Phim                        |
| ---- | ----------------- | --------------------------- |
| 2017 | Chae Soo-bin      | The Rebel                   |
| 2018 | Moon Ga-young     | Trò chơi tình yêu (Tempted) |
| 2019 | Park Se-young     | Special Labor Inspector     |
| 2020 | Nam Gyu-ri        | Kairos                      |

## Giải diễn xuất vàng

### Nam diễn viên
| Năm  | Người chiến thắng | Hạng mục                   | Phim                                                    |
| ---- | ----------------- | -------------------------- | ------------------------------------------------------- |
| 2007 | Choi Min-soo      | Phim lịch sử               | The Legend                                              |
| 2007 | Lee Soon-jae      | Phim lịch sử               | Yi San                                                  |
| 2007 | Jang Hyuk         | Phim ngắn                  | Thank You                                               |
| 2007 | Lee Sun-kyun      | Phim ngắn                  | Behind the White Tower                                  |
| 2007 | Kim Byung-ki      | Nam diễn viên kì cựu       | Ahyeon-dong Madam                                       |
| 2008 | Ji Sung           | Phim ngắn                  | New Heart                                               |
| 2008 | Park Geun-hyung   | Phim nhiều tập             | Woman of Matchless Beauty, Park Jung-geum, East of Eden |
| 2008 | Park Chul-min     | Nam diễn viên phụ          | New Heart, Beethoven Virus                              |
| 2008 | Yoo Dong-geun     | Nam diễn viên kì cựu       | East of Eden                                            |
| 2009 | Kim Chang-wan     | Phim ngắn                  | Queen of Housewives, Triple                             |
| 2009 | Ahn Gil-kang      | Nam diễn viên phụ          | Queen Seondeok                                          |
| 2009 | Kang Nam-gil      | Nam diễn viên kì cựu       | Creating Destiny                                        |
| 2010 | Park Sang-won     | Phim nhiều tập             | Golden Fish                                             |
| 2010 | Kim Yu-seok       | Nam diễn viên phụ          | Dong Yi                                                 |
| 2010 | Im Chae-moo       | Nam diễn viên kì cựu       | Enjoy Life                                              |
| 2011 | Jeong Bo-seok     | Phim ngắn                  | Can You Hear My Heart, Stormy Lovers                    |
| 2011 | Kil Yong-woo      | Phim nhiều tập             | Twinkle Twinkle                                         |
| 2012 | Jun Kwang-ryul    | —                          | Lights and Shadows, Missing You                         |
| 2012 | Lee Deok-hwa      | —                          | May Queen                                               |
| 2013 | Cho Jae-hyun      | —                          | Scandal: A Shocking and Wrongful Incident               |
| 2013 | Jeong Bo-seok     | —                          | A Hundred Year Legacy                                   |
| 2013 | Kim Sang-joong    | —                          | Golden Rainbow                                          |
| 2014 | Ahn Nae-sang      | —                          | Jang Bo-ri is Here!                                     |
| 2014 | Choi Min-soo      | —                          | Pride and Prejudice                                     |
| 2016 | Kim Eui-sung      | Phim ngắn                  | W - Two World                                           |
| 2016 | Jung Joon-ho      | Dự án phim đặc biệt        | The Flower in Prison                                    |
| 2016 | Lee Pil-mo        | Phim nhiều tập             | Happy Home                                              |
| 2017 | Ahn Gil-kang      | Phim cuối tuần             | Bad Thief, Good Thief                                   |
| 2017 | Oh Jung-se        | Phim ngắn                  | Missing 9                                               |
| 2017 | Ahn Nae-sang      | Phim hằng ngày             | Golden Pouch                                            |
| 2017 | Jeong Bo-seok     | Phim thứ Hai-thứ Ba        | The King in Love                                        |
| 2018 | Heo Joon-ho       | Phim thứ Hai-thứ Ba        | Come and Hug Me                                         |
| 2021 | Lee Deok-hwa      | Lifetime Achievement Award | The Red Sleeve                                          |

### Nữ diễn viên
| Năm  | Người chiến thắng | Hạng mục              | Phim                               |
| ---- | ----------------- | --------------------- | ---------------------------------- |
| 2007 | Choi Myung-gil    | Phim nhiều tập        | By My Side                         |
| 2007 | Lee Yoon-ji       | Phim nhiều tập        | By My Side                         |
| 2007 | Park Won-sook     | Nữ diễn viên kì cựu   | Winter Bird                        |
| 2008 | Kim Min-jung      | Phim ít tập           | New Heart                          |
| 2008 | Hong Eun-hee      | Phim nhiều tập        | Don't Be Swayed                    |
| 2008 | Shin Eun-jung     | Nữ diễn viên phụ      | East of Eden                       |
| 2008 | Song Ok-sook      | Nữ diễn viên kì cựu   | Beethoven Virus                    |
| 2009 | Na Young-hee      | Phim ít tập           | Queen of Reversals                 |
| 2009 | Jung Hye-sun      | Phim nhiều tập        | Assorted Gems                      |
| 2009 | Kim Young-ok      | Phim nhiều tập        | Assorted Gems                      |
| 2009 | Seo Young-hee     | Nữ diễn viên phụ      | Queen Seondeok                     |
| 2009 | Jung Ae-ri        | Nữ diễn viên kì cựu   | Good Job, Good Job, Can't Stop Now |
| 2010 | Kim Bo-yeon       | Phim nhiều tập        | Golden Fish                        |
| 2010 | Ha Yoo-mi         | Nữ diễn viên phụ      | Queen of Reversals                 |
| 2010 | Park Jung-soo     | Nữ diễn viên kì cựu   | Queen of Reversals, Enjoy Life     |
| 2011 | Bae Jong-ok       | Phim ít tập           | Hooray for Love                    |
| 2011 | Cha Hwa-yeon      | Phim nhiều tập        | A Thousand Kisses                  |
| 2012 | Jeon In-hwa       | —                     | Feast of the Gods                  |
| 2012 | Yang Mi-kyung     | —                     | Moon Embracing the Sun, May Queen  |
| 2013 | Cha Hwa-yeon      | —                     | Give Love Away                     |
| 2013 | Kim Bo-yeon       | —                     | Princess Aurora                    |
| 2013 | Lee Hye-sook      | —                     | Pots of Gold                       |
| 2014 | Kim Hye-ok        | —                     | Jang Bo-ri is Here!                |
| 2014 | Lee Mi-sook       | —                     | Miss Korea, Rosy Lovers            |
| 2016 | Im Se-mi          | Phim ít tập           | Shopaholic Louis                   |
| 2016 | Lee Hwi-hyang     | Dự án phim đặc biệt   | Marriage Contract                  |
| 2016 | Kim Ji-ho         | Phim nhiều tập        | Happy Home                         |
| 2017 | Shin Dong-mi      | Phim cuối tuần        | Father, I'll Take Care of You      |
| 2017 | Jang Shin-young   | Phim ít tập           | Radiant Office                     |
| 2017 | Kim Seon-kyung    | Phim ít tập           | The Emperor: Owner of the Mask     |
| 2017 | Song Ok-sook      | Phim hằng ngày        | Person Who Gives Happiness         |
| 2017 | Seo Yi-sook       | Phim thứ Hai - thứ Ba | The Rebel                          |
| 2018 | Kang Boo-ja       | Phim cuối tuần        | A Pledge to God                    |
| 2020 | Shim Yi-young     | —                     | My Wonderful Life                  |

## Giải diễn xuất đặc biệt
| Năm  | Người chiến thắng            | Hạng mục                 | Phim                         |
| ---- | ---------------------------- | ------------------------ | ---------------------------- |
| 1994 | Dokgo Young-jae              | —                        | My Mother's Sea              |
| 1999 | Park Geun-hyung              | —                        |                              |
| 2001 | Kim Yong-gun                 | —                        |                              |
| 2001 | Go Doo-shim                  | —                        |                              |
| 2002 | Han Hye-sook                 | —                        | Miss Mermaid                 |
| 2002 | Jung Young-sook              | —                        | Miss Mermaid                 |
| 2002 | Park Geun-hyung              | —                        | Miss Mermaid                 |
| 2002 | Dàn diễn viên (29 diễn viên) | —                        | Country Diaries              |
| 2003 | Cho Jae-hyun                 | —                        | Snowman, Damo                |
| 2003 | Im Hyun-sik                  | —                        | Dae Jang Geum                |
| 2003 | Bae Jong-ok                  | —                        | While You Were Dreaming      |
| 2003 | Yang Mi-kyung                | —                        | Dae Jang Geum                |
| 2004 | Byun Jung-soo                | —                        | The Woman Who Wants to Marry |
| 2004 | Sa Mi-ja                     | —                        | Lotus Flower Fairy           |
| 2005 | Lee Deok-hwa                 | —                        | 5th Republic                 |
| 2005 | Son Chang-min                | —                        | Shin Don                     |
| 2006 | Heo Joon-ho                  | Phim lịch sử             | Jumong                       |
| 2006 | Oh Yeon-soo                  | Phim lịch sử             | Jumong                       |
| 2006 | Gong Yoo                     | Phim ít tập              | One Fine Day                 |
| 2006 | Sung Yu-ri                   | Phim ít tập              | One Fine Day                 |
| 2006 | Byun Woo-min                 | Phim nhiều tập           | Love Me When You Can         |
| 2006 | Hong Kyung-min               | Phim nhiều tập           | Love Can't Wait              |
| 2006 | Lee Young-ah                 | Phim nhiều tập           | Love Can't Wait              |
| 2006 | Kim Jin-geun                 | Phim đặc biệt            |                              |
| 2006 | Seo Young-hee                | Phim đặc biệt            | 그집엔 누가사나요?           |
| 2006 | Lee Kye-in                   | Nam/ Nữ diễn viên kì cựu | Jumong                       |
| 2006 | Kim Ja-ok                    | Nam/ Nữ diễn viên kì cựu | My Beloved Sister            |
| 2006 | Kim Hye-ok                   | Nam/ Nữ diễn viên kì cựu | Over the Rainbow             |
| 2011 | Kim Young-ae                 | —                        | Royal Family                 |
| 2011 | Yoon Tae-young               | —                        | Midnight Hospital            |
| 2014 | Byun Hee-bong                | Phim đặc biệt            | Lump in My Life              |

## Giải dành cho diễn viên mới

### Nam diễn viên mới của năm
| Năm  | Người chiến thắng | Phim                           |
| ---- | ----------------- | ------------------------------ |
| 1980 | Kil Yong-woo      |                                |
| 1988 | Park Sang-won     | Human Market                   |
| 1993 | Han Suk-kyu       | Pilot, Sons and Daughters      |
| 1994 | Ahn Jae-wook      |                                |
| 1998 | Yu Oh-seong       | Aim for Tomorrow               |
| 1999 | Kim Sang-kyung    |                                |
| 1999 | Yoon Tae-young    | The Boss                       |
| 2000 | Go Soo            | Mothers and Sisters            |
| 2000 | Kim Myung-min     | Some Like It Hot               |
| 2001 | Ji Sung           | The Rules of Marriage          |
| 2001 | Lee Seo-jin       | Her House                      |
| 2002 | Kim Jaewon        | Romance                        |
| 2002 | Kim Sung-min      | Miss Mermaid                   |
| 2003 | Gang Dong-won     | 1% of Anything                 |
| 2003 | Kim Min-joon      | Damo                           |
| 2004 | Eric Mun          | Phoenix                        |
| 2004 | Hyun Bin          | Ireland                        |
| 2005 | Daniel Henney     | My Lovely Sam Soon             |
| 2005 | Kang Ji-hwan      | Be Strong, Geum-soon!          |
| 2005 | Lee Min-ki        | Be Strong, Geum-soon!          |
| 2006 | Ju Ji-hoon        | Princess Hours                 |
| 2006 | Won Ki-joon       | Jumong                         |
| 2007 | Han Sang-jin      | Behind the White Tower, Yi San |
| 2007 | Kim Min-sung      | Ahyeon-dong Madam              |
| 2008 | Park Hae-jin      | East of Eden                   |
| 2008 | Jang Keun-suk     | Beethoven Virus                |
| 2009 | Lee Seung-hyo     | Queen Seondeok                 |
| 2009 | Yoo Seung-ho      | Queen Seondeok                 |
| 2010 | Lee Sang-yoon     | Home Sweet Home                |
| 2010 | Lee Tae-sung      | Playful Kiss                   |
| 2011 | Lee Gi-kwang      | My Princess                    |
| 2011 | Park Yoo-chun     | Miss Ripley                    |
| 2011 | Park Yoon-jae     | Indomitable Daughters-in-Law   |
| 2012 | Kim Jae-joong     | Dr. Jin                        |
| 2012 | Lee Jang-woo      | Here Comes Mr. Oh, I Do, I Do  |
| 2013 | Lee Sang-yeob     | Give Love Away                 |
| 2013 | Oh Chang-seok     | Princess Aurora                |
| 2014 | Choi Tae-joon     | Mother's Garden                |
| 2014 | Yim Si-wan        | Triangle                       |
| 2015 | Kang Eun-tak      | Apgujeong Midnight Sun         |
| 2015 | Yoon Hyun-min     | My Daughter, Geum Sa-wol       |
| 2015 | Lee Soo-hyuk      | Scholar Who Walks the Night    |
| 2016 | Nam Joo-hyuk      | Tiên nữ cử tạ Kim Bok-joo      |
| 2016 | Ryu Jun-yeol      | Lucky Romance                  |
| 2017 | Kim Jung-hyun     | The Rebel                      |
| 2017 | Kim Seon-ho       | Two Cops                       |
| 2018 | Kim Kyung-nam     | Come and Hug Me                |
| 2018 | Lee Jun-young     | Goodbye to Goodbye             |
| 2019 | Lee Jae-wook      | Vô tình tìm thấy Haru          |
| 2019 | Rowoon            | Vô tình tìm thấy Haru          |
| 2020 | Ahn Bo-hyun       | Kairos                         |
| 2021 | Kang Hoon         | Cổ tay áo màu đỏ               |
| 2022 | Lee Jong-won      | Thìa vàng                      |

### Nữ diễn viên mới của năm
| Năm  | Người chiến thắng | Phim                                     |
| ---- | ----------------- | ---------------------------------------- |
| 1982 | Lee Hye-sook      | Women's History: Jang Hui-bin            |
| 1984 | Hwang Shin-hye    | Father and Son                           |
| 1988 | Kyeon Mi-ri       | Queen Inhyeon                            |
| 1994 | Shim Eun-ha       | The Last Match, M                        |
| 1996 | Lee Min-young     |                                          |
| 1997 | Kim Ji-young      | You and I                                |
| 1999 | Kim Hye-sun       |                                          |
| 2000 | Ha Ji-won         | Secret                                   |
| 2001 | So Yoo-jin        | Delicious Proposal                       |
| 2001 | Son Ye-jin        | Delicious Proposal                       |
| 2002 | Im Ji-eun         | Golden Wagon                             |
| 2002 | Kim Min-sun       | I Love You, Hyun-jung                    |
| 2003 | Jeong Da-bin      | Rooftop Room Cat                         |
| 2003 | Soo Ae            | Love Letter, Merry Go Round              |
| 2004 | Kim Min-jung      | Ireland                                  |
| 2004 | Lee Da-hae        | Lotus Flower Fairy                       |
| 2005 | Seo Ji-hye        | Shin Don                                 |
| 2006 | Nam Sang-mi       | Sweet Spy                                |
| 2006 | Yoon Eun-hye      | Princess Hours                           |
| 2007 | Lee Ha-na         | Merry Mary                               |
| 2007 | Lee Ji-ah         | The Legend                               |
| 2008 | Lee So-yeon       | My Life's Golden Age                     |
| 2008 | Lee Yeon-hee      | East of Eden                             |
| 2009 | Lim Ju-eun        | Soul                                     |
| 2009 | Seo Woo           | Tamra, the Island                        |
| 2010 | Jo Yoon-hee       | Golden Fish                              |
| 2010 | Park Ha-sun       | Dong Yi                                  |
| 2011 | Hyomin            | Gyebaek                                  |
| 2011 | Lee Ha-nui        | Indomitable Daughters-in-Law             |
| 2011 | Seo Hyun-jin      | The Duo                                  |
| 2012 | Kim So-eun        | The King's Doctor                        |
| 2012 | Oh Yeon-seo       | Here Comes Mr. Oh                        |
| 2013 | Baek Jin-hee      | Empress Ki                               |
| 2013 | Jeon So-min       | Princess Aurora                          |
| 2014 | Han Sun-hwa       | Rosy Lovers                              |
| 2014 | Ko Sung-hee       | Miss Korea, The Night Watchman's Journal |
| 2015 | Park Ha-na        | Apgujeong Midnight Sun                   |
| 2015 | Lee Sung-kyung    | Queen's Flower                           |
| 2015 | Lee Yu-bi         | Scholar Who Walks the Night              |
| 2016 | Nam Ji-hyun       | Shopaholic Louis                         |
| 2016 | Jo Bo-ah          | Monster                                  |
| 2017 | Lee Sun-bin       | Missing 9                                |
| 2017 | Seohyun           | Bad Thief, Good Thief                    |
| 2018 | Oh Seung-ah       | Secrets and Lies                         |
| 2018 | Lee Seol          | Less Than Evil                           |
| 2019 | Kim Hye-yoon      | Vô tình tìm thấy Haru                    |
| 2020 | Kim Hye-jun       | Chip In                                  |
| 2021 | Kim Ji-eun        | The Veil                                 |
| 2022 | Yeonwoo           | Thìa vàng                                |
| 2022 | Kim Min-ju        | Cấm hôn lệnh                             |

## Giải dành cho diễn viên trẻ

### Nam diễn viên trẻ xuất sắc nhất
| Năm  | Người chiến thắng | Phim                                |
| ---- | ----------------- | ----------------------------------- |
| 2007 | Park Ji-bin       | Yi San                              |
| 2008 | Park Gun-tae      | East of Eden                        |
| 2008 | Shin Dong-woo     | East of Eden                        |
| 2009 | Lee Hyung-suk     | Enjoy Life                          |
| 2010 | Lee Hyung-suk     | Dong Yi                             |
| 2011 | Yang Han-yeol     | The Greatest Love                   |
| 2012 | Yeo Jin-goo       | Moon Embracing the Sun, Missing You |
| 2013 | Chun Bo-geun      | The Queen's Classroom               |
| 2014 | Yoon Chan-young   | Mama                                |
| 2015 | Yang Han-yeol     | She Was Pretty                      |
| 2016 | N/A               | N/A                                 |
| 2017 | Lee Ro-woon (ko)  | The Rebel                           |
| 2017 | Nam Da-reum       | The King in Love                    |
| 2018 | Kim Gun-woo       | My Secret Terrius                   |
| 2018 | Wang Seok-hyun    | A Pledge to God                     |

### Nữ diễn viên trẻ xuất sắc nhất
| Năm  | Người chiến thắng | Phim                                           |
| ---- | ----------------- | ---------------------------------------------- |
| 2007 | Seo Shin-ae       | Thank You                                      |
| 2008 | Nam Ji-hyun       | East of Eden                                   |
| 2009 | Jeon Min-seo      | Good Job, Good Job                             |
| 2009 | Nam Ji-hyun       | Queen Seondeok                                 |
| 2010 | Kim Yoo-jung      | Dong Yi, Flames of Desire                      |
| 2011 | Kim Yoo-bin       | Hooray for Love                                |
| 2012 | Kim So-hyun       | Moon Embracing the Sun, Missing You            |
| 2012 | Kim Yoo-jung      | Moon Embracing the Sun, May Queen              |
| 2013 | Kim Hyang-gi      | The Queen's Classroom                          |
| 2013 | Kim Sae-ron       | The Queen's Classroom                          |
| 2013 | Lee Young-yoo     | The Queen's Classroom                          |
| 2013 | Seo Shin-ae       | The Queen's Classroom                          |
| 2014 | Kim Ji-young      | Jang Bo-ri is Here!                            |
| 2015 | Kal So-won        | My Daughter, Geum Sa-wol, Glamorous Temptation |
| 2016 | Gu Geon-min       | Working Mom Parenting Daddy                    |
| 2016 | Jung Da-bin       | The Flower in Prison                           |
| 2018 | Ok Ye-rin         | My Secret Terrius                              |
| 2018 | Shin Eun-soo      | Bad Papa                                       |
| 2018 | Ryu Han-bi        | Come and Hug Me                                |
| 2018 | Shin Bi [ko]      | Goodbye to Goodbye                             |
| 2018 | Lee Na-yoon       | Hold Me Tight                                  |
| 2018 | Jo Ye-rin         | Hide and Seek                                  |
| 2019 | Lee Soo-ah        | Welcome 2 Life                                 |

## Giải nhân vật xuất sắc nhất
| Năm  | Người chiến thắng | Phim             |
| ---- | ----------------- | ---------------- |
| 2022 | Choi Won-young    | The Golden Spoon |

### Giải vai phản diện xuất sắc nhất
| Năm  | Người chiến thắng | Phim      |
| ---- | ----------------- | --------- |
| 2017 | Choi Tae-joon     | Missing 9 |

### Giải diễn xuất xuất thần
| Năm  | Người chiến thắng | Phim                           |
| ---- | ----------------- | ------------------------------ |
| 2017 | Kim Myung-soo     | The Emperor: Owner of the Mask |

### Giải thưởng dành cho nhân vật hài hước
| Năm  | Người chiến thắng | Phim      |
| ---- | ----------------- | --------- |
| 2017 | Jung Kyung-ho     | Missing 9 |

## Giải PD
| Năm  | Người chiến thắng        | Phim                                                  |
| ---- | ------------------------ | ----------------------------------------------------- |
| 2006 | Chun Jung-myung          | What's Up Fox                                         |
| 2006 | Ji Hyun-woo              | Over the Rainbow                                      |
| 2006 | Jung Ryeo-won            | Which Star Are You From                               |
| 2006 | Kim Ok-bin               | Over the Rainbow                                      |
| 2007 | Kim Chang-wan            | The 1st Shop of Coffee Prince, Behind the White Tower |
| 2008 | Lee Soon-jae             | Beethoven Virus                                       |
| 2008 | Yeon Jung-hoon           | East of Eden                                          |
| 2009 | Shin Goo                 | Queen Seondeok                                        |
| 2010 | Chae Jung-an             | Queen of Reversals                                    |
| 2010 | Lee Tae-gon              | Golden Fish                                           |
| 2010 | Oh Kyung-hoon (đạo diễn) | Home Sweet Home                                       |
| 2011 | Choi Jong-hwan           | Gyebaek, The Duo                                      |
| 2011 | Kim Jung-tae             | Can't Lose, Miss Ripley                               |
| 2011 | Song Ji-hyo              | Gyebaek                                               |
| 2012 | Lee Sung-min             | Golden Time                                           |
| 2013 | Ha Ji-won                | Hoàng hậu Ki                                          |
| 2014 | Lee Yoo-ri               | Jang Bo-ri is Here!                                   |
| 2015 | Hwang Jung-eum           | Kill Me, Heal Me, She Was Pretty                      |

## Nhà viết kịch bản của năm
| Năm  | Người chiến thắng                | Phim                             |
| ---- | -------------------------------- | -------------------------------- |
| 2002 | Bae Yoo-mi                       | Romance                          |
| 2002 | Im Sung-han                      | Miss Mermaid                     |
| 2002 | Lee Jung-soo                     | 시사                             |
| 2003 | Jung Hyun-soo                    | Damo                             |
| 2003 | Kim Young-hyun                   | Dae Jang Geum                    |
| 2003 | Park Ji-hyun                     | While You Were Dreaming          |
| 2005 | Kim Joon-ah                      | I Want to Meet You at Least Once |
| 2005 | Lee Ah-mi                        | PD Notebook                      |
| 2005 | Lee Jung-sun                     | Be Strong, Geum-soon!            |
| 2006 | Choi Wan-kyu, Jung Hyun-soo      | Jumong                           |
| 2007 | Han Sook-ja                      | MBC Special                      |
| 2007 | Kim Yi-young                     | Yi San                           |
| 2008 | Hong Jin-ah, Hong Ja-ram         | Beethoven Virus                  |
| 2008 | Kim Eun-hee                      | MBC Special                      |
| 2008 | Na Yeon-sook                     | East of Eden                     |
| 2009 | Kim Young-hyun, Park Sang-yeon   | Queen Seondeok                   |
| 2009 | Noh Kyung-hee                    | Tears of the Arctic              |
| 2009 | Park Ji-eun                      | Queen of Housewives              |
| 2010 | Go Hye-rim                       | Tears of the Amazon              |
| 2010 | Jo Eun-jung                      | Golden Fish                      |
| 2010 | Park Hyun-joo                    | Enjoy Life                       |
| 2011 | Bae Yoo-mi                       | Twinkle Twinkle                  |
| 2011 | Hong Mi-ran, Hong Jung-eun       | The Greatest Love                |
| 2012 | Jin Soo-wan                      | Moon Embracing the Sun           |
| 2012 | Son Young-mok                    | May Queen                        |
| 2013 | Gu Hyun-sook                     | A Hundred Year Legacy            |
| 2013 | Jang Young-chul, Jung Kyung-soon | Empress Ki                       |
| 2014 | Kim Soon-ok                      | Jang Bo-ri is Here!              |
| 2014 | Yoo Yoon-kyung                   | Mama                             |
| 2015 | Jo Sung-hee                      | She Was Pretty                   |
| 2015 | Ha Chung-ok                      | Make a Woman Cry                 |
| 2016 | Song Jaejeong                    | W - Two World                    |
| 2017 | Hwang Jin-young                  | The Rebel                        |
| 2018 | Oh Ji-young                      | My Secret Terrius                |
| 2019 | Kim Ban-di                       | Special Labor Inspector          |
| 2021 | Jung Hae-ri                      | The Red Sleeve                   |

## Giải thưởng Phổ biến

### Nam diễn viên
| Năm  | Người chiến thắng | Phim                             |
| ---- | ----------------- | -------------------------------- |
| 1997 | Ahn Jae-wook      | Star in My Heart                 |
| 1999 | Kam Woo-sung      |                                  |
| 2002 | Kim Jaewon        | Romance                          |
| 2002 | Yoo Jun-sang      | Fox and Cotton Candy             |
| 2003 | Kim Rae-won       | Rooftop Room Cat                 |
| 2004 | Eric Mun          | Phoenix                          |
| 2005 | Hyun Bin          | My Lovely Sam Soon               |
| 2006 | Oh Ji-ho          | Couple or Trouble                |
| 2007 | Bae Yong-joon     | The Legend                       |
| 2008 | Song Seung-heon   | East of Eden                     |
| 2009 | Lee Joon-gi       | Hero                             |
| 2010 | Kim Hyun-joong    | Playful Kiss                     |
| 2011 | Kim Jaewon        | Can You Hear My Heart            |
| 2012 | Kim Soo-hyun      | Moon Embracing the Sun           |
| 2013 | Lee Seung-gi      | Gu Family Book                   |
| 2014 | Shin Ha-kyun      | Mr. Back                         |
| 2015 | Park Seo-joon     | Kill Me, Heal Me, She Was Pretty |
| 2017 | Kim Myung-soo     | The Emperor: Owner of the Mask   |

### Nữ diễn viên
| Năm  | Người chiến thắng | Phim                             |
| ---- | ----------------- | -------------------------------- |
| 1998 | Kim Hee-sun       |                                  |
| 2002 | Byun Jung-soo     | Man in Crisis                    |
| 2002 | Gong Hyo-jin      | Ruler of Your Own World          |
| 2003 | Ha Ji-won         | Damo                             |
| 2004 | Lee Na-young      | Ireland                          |
| 2005 | Kim Sun-a         | My Lovely Sam Soon               |
| 2006 | Han Ye-seul       | Couple or Trouble                |
| 2007 | Lee Ji-ah         | The Legend                       |
| 2008 | Lee Yeon-hee      | East of Eden                     |
| 2009 | Seo Woo           | Tamra, the Island                |
| 2010 | Han Hyo-joo       | Dong Yi                          |
| 2011 | Gong Hyo-jin      | The Greatest Love                |
| 2012 | Yoon Eun-hye      | Missing You                      |
| 2013 | Ha Ji-won         | Empress Ki                       |
| 2014 | Jang Na-ra        | Fated to Love You, Mr. Back      |
| 2015 | Hwang Jung-eum    | Kill Me, Heal Me, She Was Pretty |
| 2017 | Kim So-hyun       | The Emperor: Owner of the Mask   |

## Cặp đôi đẹp nhất
| Năm  | Người chiến thắng               | Phim                           |
| ---- | ------------------------------- | ------------------------------ |
| 1997 | Ahn Jae-wook và Choi Jin-sil    | Star in My Heart               |
| 1998 | Jeong Bo-seok và Kim Ji-soo     | See and See Again              |
| 2002 | Kim Sung-min và Jang Seo-hee    | Miss Mermaid                   |
| 2003 | Lee Seo-jin và Ha Ji-won        | Damo                           |
| 2004 | Lee Seo-jin và Lee Eun-ju       | Phoenix                        |
| 2005 | Hyun Bin và Kim Sun-a           | My Lovely Sam Soon             |
| 2006 | Oh Ji-ho và Han Ye-seul         | Couple or Trouble              |
| 2007 | Bae Yong-joon và Lee Ji-ah      | The Legend                     |
| 2008 | Song Seung-heon và Lee Yeon-hee | East of Eden                   |
| 2009 | Kim Nam-gil và Lee Yo-won       | Queen Seondeok                 |
| 2010 | Lee Sun-kyun và Gong Hyo-jin    | Pasta                          |
| 2011 | Cha Seung-won và Gong Hyo-jin   | The Greatest Love              |
| 2012 | Lee Joon-gi và Shin Min-a       | Arang and the Magistrate       |
| 2013 | Lee Seung-gi và Bae Suzy        | Gu Family Book                 |
| 2014 | Jang Hyuk và Jang Na-ra         | Fated to Love You              |
| 2015 | Ji Sung và Park Seo-joon        | Kill Me, Heal Me               |
| 2016 | Lee Jong-suk và Han Hyo-joo     | W - Two World                  |
| 2018 | Jang Ki-yong và Jin Ki-joo      | Come and Hug Me                |
| 2019 | Cha Eun-woo và Shin Se-kyung    | Rookie Historian Goo Hae-ryung |
| 2020 | Kim Dong-wook và Moon Ga-young  | Find Me in Your Memory         |
| 2021 | Lee Jun-ho và Lee Se-young      | The Red Sleeve                 |
| 2022 | Lee Jong-suk và Im Yoon-ah      | Big Mouth                      |

### Phim của năm được người xem đài yêu thích nhất
| Năm  | Phim            |
| ---- | --------------- |
| 2007 | The Legend      |
| 2008 | Beethoven Virus |
| 2009 | Queen Seondeok  |
| 2010 | Dong Yi         |

### Nam/ Nữ diễn viên của năm được yêu thích nhất
| Năm  | Hạng mục                                  | Người chiến thắng | Phim                    |
| ---- | ----------------------------------------- | ----------------- | ----------------------- |
| 2000 | Viewers' Choice (Character Actor/Actress) | Im Hyun-sik       | Hur Jun                 |
| 2000 | Viewers' Choice (Character Actor/Actress) | Park Sang-myun    | The Boss                |
| 2000 | Viewers' Choice (Character Actor/Actress) | Kim So-yeon       | All About Eve           |
| 2000 | Viewers' Choice (Character Actor/Actress) | Park Sun-young    | Truth                   |
| 2000 | Journalists' Choice                       | Jun Kwang-ryul    | Hur Jun                 |
| 2000 | Journalists' Choice                       | Hwang Soo-jung    | Hur Jun                 |
| 2002 | Viewers' Choice                           | Yang Dong-geun    | Ruler of Your Own World |
| 2002 | Viewers' Choice                           | Jang Seo-hee      | Miss Mermaid            |
| 2002 | Journalists' Choice                       | Yang Dong-geun    | Ruler of Your Own World |
| 2002 | Journalists' Choice                       | Jang Seo-hee      | Miss Mermaid            |

### Giải thưởng ngôi sao Hallyu
| Năm  | Người chiến thắng | Phim        |
| ---- | ----------------- | ----------- |
| 2012 | Yoon Eun-hye      | Missing You |

## Dẫn chương trình TV xuất sắc nhất/ Giải thưởng đặc biệt dành cho MC
| Năm  | Người chiến thắng           | Phim                                            |
| ---- | --------------------------- | ----------------------------------------------- |
| 2002 | Park Soo-hong               | Time Machine                                    |
| 2002 | Sohn Suk-hee                | 100-Minute Debate                               |
| 2003 | Lee Jae-yong                | Very Special Morning, In Search of Delicious TV |
| 2004 | Kim Sung-joo                | Apple Tree                                      |
| 2004 | Kim Kwang-min, Lee Hyun-woo | 수요예술무대                                    |
| 2005 | Park Hye-jin                | 화제집중                                        |
| 2005 | Sung Dong-il                | 정보토크 팔방미인                               |
| 2006 | Shin Dong-ho                | Live Today                                      |
| 2007 | Kim Sung-hwan               | 해피 실버 고향은 지금                           |
| 2007 | Im Ye-jin                   | Good Day                                        |

## Giọng nam/ nữ trên TV hay nhất
| Năm  | Người chiến thắng | Phim                           |
| ---- | ----------------- | ------------------------------ |
| 2002 | Park Ji-hoon      |                                |
| 2005 | Choi Seong-woo    | CSI: Crime Scene Investigation |
| 2005 | Lee Jong-hyuk     | CSI: Crime Scene Investigation |
| 2006 | Kim Yeong-seon    | CSI: Crime Scene Investigation |
| 2006 | Yoon Seong-hye    | CSI: Crime Scene Investigation |
| 2007 | Choi Won-hyeong   | CSI: NY                        |
| 2007 | Eom Hyeon-jeong   | CSI: Miami                     |
| 2008 | Choi Yoon-young   | CSI: Crime Scene Investigation |
| 2008 | Kim Ho-seong      | CSI: Miami                     |
| 2009 | Sung Sun-nyeo     | Zero                           |
| 2009 | Choi Han          | CSI: Crime Scene Investigation |
| 2010 | Sin Seong-ho      |                                |
| 2010 | Song Joon-seok    |                                |
| 2011 | Bak Seon-yeong    |                                |
| 2012 | Jeon Soo-bin      | CSI: Miami (phần 10)           |
| 2015 | Jeong Jae-heon    |                                |
| 2016 | Choi Soo-jin      |                                |

## Giải thưởng đặc biệt trên TV
| Năm  | Người chiến thắng | Chương trình                                                |
| ---- | ----------------- | ----------------------------------------------------------- |
| 2003 | Jung Eun-young    | Phóng viên, "Very Special Briefing" in Very Special Morning |
| 2005 | Lee Sang-eun      | Phóng viên, Very Special Morning, 화제집중                  |
| 2005 | Moon Hye-jung     | Phóng viên, Very Special Morning, TV속의 TV                 |
| 2006 | Han Sun-jung      | Nhà viết kịch bản, W, MBC Special                           |
| 2006 | Kim Ji-yeon       | Phóng viên, Live This Morning                               |
| 2006 | Kim Yong-pil      | Phóng viên, Live This Morning                               |
| 2007 | Jung In           | Nhà sản xuất                                                |
| 2008 | Lee Jae-gyu       | Đạo diễn, Beethoven Virus                                   |
| 2008 | Lee Jae-yong      | Người thông báo                                             |
| 2009 | Kim Sung-shil     | Đạo diễn, Queen Seondeok                                    |
| 2009 | Oh Sang-jin       | Người thông báo                                             |
| 2010 | Moon Ji-ae        | Người thông báo, Zero                                       |
| 2010 | Park Jin-woo      | Phóng viên, Live This Morning                               |

## Giải gia đình
| Năm  | Người chiến thắng     |
| ---- | --------------------- |
| 2005 | Be Strong, Geum-soon! |
| 2006 | My Beloved Sister     |
| 2007 | Kimcheed Radish Cubes |
| 2008 | I Love You, Don't Cry |
| 2009 | Enjoy Life            |
| 2010 | Gloria                |

## Radio

### Giải thưởng xuất sắc nhất trên Radio
| Năm  | Người chiến thắng        | Chương trình                       |
| ---- | ------------------------ | ---------------------------------- |
| 2000 | Lee Taek-rim             | Enjoy at 2:00 in the Afternoon     |
| 2002 | Yoon Do-hyun             | 2 o'clock Date                     |
| 2003 | Kang Seok, Kim Hye-young | 싱글벙글쇼                         |
| 2004 | Bae Chul-soo             | Bae Cheol-soo's Music Camp         |
| 2005 | Ock Joo-hyun             | On a Starry Night                  |
| 2006 | Jung Sun-hee             |                                    |
| 2007 | Choi Yoo-ra              | Now Is the Era of Radio            |
| 2008 | Lee Moon-se              | This Is Lee Moon-se in the Morning |
| 2009 | Sohn Suk-hee             | Sohn Suk-hee's Focus               |
| 2010 | Jo Young-nam             | Now Is the Era of Radio            |

### Giải thưởng xuất sắc trên Radio
| Năm  | Người chiến thắng | Chương trình                                      |
| ---- | ----------------- | ------------------------------------------------- |
| 2002 | Kim Won-hee       | Hopeful Music at Noon                             |
| 2002 | Ock Joo-hyun      | On a Starry Night                                 |
| 2003 | Choi Yang-rak     | Choi Yang-rak's Fun Radio                         |
| 2003 | Noh Sa-yeon       | Enjoy at 2:00 in the Afternoon                    |
| 2004 | Jeon Yu-seong     | Now Is the Era of Radio                           |
| 2004 | Kim Mi-hwa        | 세계는 그리고 우리는                              |
| 2005 | Ji Sang-ryeol     | Ji Sang-ryeol and Noh Sa-yeon's Hooray for 2 p.m. |
| 2005 | Kim Sung-joo      | Good Morning FM                                   |
| 2005 | Yoon Jong-shin    | 2 o'clock Date                                    |
| 2006 | Jo Jung-rin       |                                                   |
| 2006 | Park Kyung-lim    |                                                   |
| 2006 | Tablo             |                                                   |
| 2007 | Park Jung-ah      | On a Starry Night                                 |
| 2007 | Sung Si-kyung     | Blue Nights with Sung Si-kyung                    |
| 2008 | Kangin            | Kangin's Good Friends                             |
| 2008 | Kang Seok-woo     | Women's Era                                       |
| 2009 | Park Myeong-su    | Park Myeong-su's 2 o'clock Date                   |
| 2009 | Shindong          | Shindong and Kim Shin-young's ShimShimTapa        |
| 2010 | Bae Chil-soo      | Bae Han-sung and Bae Chil-soo's Fight             |
| 2010 | Hyun Young        | Jung-oh's Request Line                            |

### Phát thanh viên mới xuất sắc nhất trên Radio
| Năm  | Người chiến thắng | Chương trình                 |
| ---- | ----------------- | ---------------------------- |
| 2007 | Jo Young-nam      | Now Is the Era of Radio      |
| 2008 | Kim Shin-young    | ShimShimTapa                 |
| 2009 | Kim Tae-yeon      | Taeyeon's Good Friends       |
| 2010 | Noh Hong-chul     | Noh Hong-chul's Good Friends |

### Nhà viết kịch bản xuất sắc nhất cho chương trình trên Radio
| Năm  | Người chiến thắng | Chương trình            |
| ---- | ----------------- | ----------------------- |
| 2003 | Noh Kyung-hee     | 희로애락                |
| 2003 | Oh Kyung-ah       | Now Is the Era of Radio |
| 2007 | Kim Sung          | 싱글벙글 쇼             |
| 2008 | Kim Shin-wook     | 언중유쾌                |
| 2009 | Ryu Mi-na         | Now Is the Era of Radio |
| 2010 | Park Chang-seob   | Sohn Suk-hee's Focus    |

### Giọng nam/ nữ diễn viên hay nhất trên Radio
| Năm  | Người chiến thắng | Chương trình            |
| ---- | ----------------- | ----------------------- |
| 2006 | Ahn Ji-hwan       | 2 o'clock Date          |
| 2012 | Choi Sang-ki      | Bae Han-sung's Classics |

### Giải thưởng đặc biệt dành cho Radio
| Năm  | Người chiến thắng | Ghi chú                                                |
| ---- | ----------------- | ------------------------------------------------------ |
| 2002 | Im Jin-mo         | Nhà phê bình âm nhạc pop                               |
| 2003 | Park Mi-ra        | Phóng viên, Sohn Suk-hee's Focus                       |
| 2005 | Bae Chil-soo      | Dẫn chương trình, Choi Yang-rak's Fun Radio            |
| 2005 | Jung Mi-seon      | Nhà viết kịch bản, This Is Lee Moon-se in the Morning  |
| 2005 | Kim Mi-jin        | Dẫn chương trình, Choi Yang-rak's Fun Radio            |
| 2005 | Kim Min-jung      | Phóng viên, Sohn Suk-hee's Focus                       |
| 2005 | Lee Jae-sung      | Dẫn chương trình, Radio Dongui Bogam with Lee Jae-sung |
| 2005 | Park Young-hwa    | Giọng nam diễn viên, Turbulent Fifties                 |
| 2006 | Go Kyeong-bong    | Phóng viên, 변창립의 세상 속으로                       |
| 2006 | Oh Ji-hye         | Nhà viết kịch bản, Sohn Suk-hee's Focus                |
| 2006 | Oh Soo-seok       | Dẫn chương trình, 문화야 놀자                          |
| 2006 | Rhee Ji-yeong     |                                                        |
| 2006 | Shin Hae-chul     | Dẫn chương trình, Shin Hae-chul's Ghost Nation         |
| 2007 | Kim Yoo-jung      | Phóng viên, Sohn Suk-hee's Focus                       |
| 2007 | Yoon Young-wook   | Biên tập, 논설위원, 세계는 그리고 우리는               |
| 2008 | Yoo Jin           | 세계는 그리고 우리는                                   |
| 2008 | Kim Kang-san      | Giọng nam diễn viên, Turbulent Fifties                 |
| 2009 | Jang Jin          | DJ, Radio Book Club                                    |
| 2009 | Choi Soo-yeon     | Phóng viên, Sohn Suk-hee's Focus                       |
| 2009 | Won Ho-seob       | Giọng nam diễn viên, Turbulent Fifties                 |
| 2010 | Lee Joo-yeon      | Người thông báo, Lee Joo-yeon's Movie Music            |
| 2010 | Kim Yu-ri         | Phóng viên, 2 o'clock Date                             |

## Giải Cống hiến
| Năm  | Người chiến thắng | Ghi chú                                  |
| ---- | ----------------- | ---------------------------------------- |
| 2002 | Jung Ae-ran       | Country Diaries                          |
| 2003 | Jeon In-taek      | Nam diễn viên                            |
| 2003 | Lee Kyung-ho      | 연기자 노조위원장                        |
| 2004 | Choi Jong-soo     | Đạo diễn, Ode to the Han River           |
| 2005 | Jung Ae-ran       | Nữ diễn viên                             |
| 2005 | 주식회사 iMBC     | Radio                                    |
| 2006 | Jo So-hye         | Nhà viết kịch bản                        |
| 2007 | Jung Han-heon     | Phòng tài năng của đài MBC               |
| 2007 | Đội CG            | The Legend                               |
| 2007 | Kim Hye-kyung     | Nhà thiết kế, Standard FM and Golden Mau |
| 2008 | Choi Jin-sil      | The Last Scandal of My Life              |
| 2009 | Choi Jae-ho       | 전 탤랜터실장                            |
| 2009 | Heo Gu-yeon       | Bình luận viên môn bóng chày             |
| 2009 | Lee Seok-young    | Nhà viết kịch bản, Turbulent Fifties     |
| 2009 | Park Jung-ran     | Nhà viết kịch bản, I Love You, Don't Cry |
| 2010 | Jung Hye-sun      | Home Sweet Home                          |
| 2010 | Na Moon-hee       | It's Me, Grandma                         |
| 2010 | Sung Kyung-seob   | News Touch                               |
| 2011 | Kang Boo-ja       | Indomitable Daughters-in-Law             |
| 2012 | Jo Kyung-hwan     |                                          |
| 2013 | Han Jin-hee       | Pots of Gold                             |
| 2013 | Park Won-sook     | A Hundred Year Legacy                    |
| 2014 | Kim Ja-ok         | Không có                                 |